# ستيلينبوش
ستيلينبوش هي بلدة تقع في محافظة كيب الغربية بجنوب أفريقيا تبعد حوالي 50 كم شرق مدينة كيب تاون.